# Château de La Celle (La Celle-les-Bordes)
Ne doit pas être confondu avec le Château de La Celle à La Celle-Saint-Cloud.
Le château de La Celle est un château français de style Louis XIII situé dans la commune de La Celle-les-Bordes, près de Rambouillet, dans le département des Yvelines (région d'Île-de-France).
Construit vers 1610 pour Claude de Harville, il a été acquis en 1870 par le duc d'Uzès, également propriétaire, à proximité, du château de Bonnelles, qui en fit le centre de son équipage de chasse à courre, le « Rallye-Bonnelles », installant notamment sa meute de chiens dans le vaste chenil.
La célèbre duchesse d'Uzès (1847-1933) dirigea ensuite l'équipage de 1878 à sa mort. Après elle, le château appartint à son petit-fils, le duc de Brissac.
L'actuel propriétaire, Thierry Gobet, enrichit sans cesse le château d'oeuvres d'art de toutes époques, et  propose des visites.

## Histoire
Pierre de Harville achète le fief de La Celle en 1363, sous le règne de Jean le Bon, alors que rien ne subsiste du monastère fondé par saint Germain. La terre reste alors pendant plus de trois siècles dans la famille de Harville.
Claude de Harville (v. 1555-1636), seigneur de Palaiseau et de Champlan, hérite du fief de La Celle et épouse en 1579 Catherine Jouvenel des Ursins (v. 1560-1643). Protégé par Henri IV qui le fait conseiller d'État et vice-amiral de France, Claude de Harville fait construire l'actuel château de La Celle vers 1610.
Son petit-fils, Claude Antoine de Harville (1634-1719) fait bâtir le vaste chenil, sans doute en 1717. Le fils de celui-ci, Anne François de Harville (1688-1750) est le dernier descendant mâle de la famille de Harville. Après lui, le château passe à sa fille, Anne Adélaïde de Harville (1723-1761), qui a épousé en 1743 Eusèbe Félix Chaspoux de Verneuil (1720-1791), Grand échanson de France. 
Après sa mort, le domaine échoit à leur fille Anne Isabelle Michelle Chaspoux de Verneuil (°1752), dont le premier mari, Louis Victoire Lux de Montmorin-Saint-Hérem, gouverneur de Fontainebleau, est tué lors des massacres de Septembre en 1792. Malgré cet événement tragique, elle refuse d'émigrer et conserve La Celle-les-Bordes. En 1807, elle se remarie avec le marquis d'Aloigny, nommé maire de La Celle en 1816 et, en 1817, fait donation du domaine au fils issu du premier mariage de son second époux, Jean-Baptiste d'Aloigny.
Celui-ci conserve le domaine jusqu'en 1842, date à laquelle il l'échange avec Jean-Louis Dupuy, propriétaire à Neufchâtel-en-Bray. Un an plus tard, le 7 mai 1843, celui-ci vend tous ses biens aux enchères. Géraud de Crussol d'Uzès (1808-1872), 11e duc d'Uzès, achète l'un des lots, composé de bois situés sur le territoire de Bullion, entre La Celle-les-Bordes et Bonnelles, où il ne va pas tarder à faire construire le château de Bonnelles (1847-1849). Les autres lots, dont le château de La Celle, sont acquis par Vincent Cibiel (1797-1871), député de l'Aveyron de 1837 à 1848, qui conserve le château jusqu'en 1861. Il le donne alors en dot à sa fille, Louise Claire Cibiel (1839-1891), qui épouse Arthur de Marsay (1836-1888).
Les nouveaux propriétaires, qui habitent Loches en Touraine, se désintéressent du château qu'ils vendent, le 13 octobre 1864, à la marquise Louis de Rougé, née Alexandrine Célestine de Crussol d'Uzès, fille du 9e duc d'Uzès et grand-tante du 11e duc, qui meurt en 1866 en laissant de nombreux cohéritiers. Ceux-ci font vendre le château aux enchères le 14 mai 1870. Il est acquis par Emmanuel de Crussol d'Uzès (1840-1878), alors duc de Crussol qui, à la disparition de son père en 1872, possède à la fois La Celle et Bonnelles.
À sa mort en 1878, c'est sa veuve, la célèbre duchesse d'Uzès, qui est propriétaire des deux domaines qu'elle consacre aux plaisirs de la vénerie, dirigeant de 1880 à sa mort en 1933 le célèbre équipage « Rallye-Bonnelles », fondé par son mari en 1872. La Celle devient alors un important centre de chasse à courre. Le chenil abrite la meute de l'équipage, comprenant une soixantaine de chiens tricolores au pelage noir-blanc-feu. Les pièces du manoir se garnissent au fil des années de 2 400 bois de cerf (ou 2 004 ?) , tous trophées de l'équipage de Bonnelles, et première collection de France.
A sa mort en 1933, elle laisse une situation de fortune assez obérée, et le château est racheté par son petit-fils, Pierre de Cossé-Brissac (1900-1993), 12e duc de Brissac, qui a épousé May Schneider (1902-1999), de la célèbre famille de maîtres de forges (V. Famille Schneider). 
En 2004, son fils vend le château  à l'actuel propriétaire, Thierry Gobet (petit-fils du créateur du laboratoire Innothéra).

## Architecture

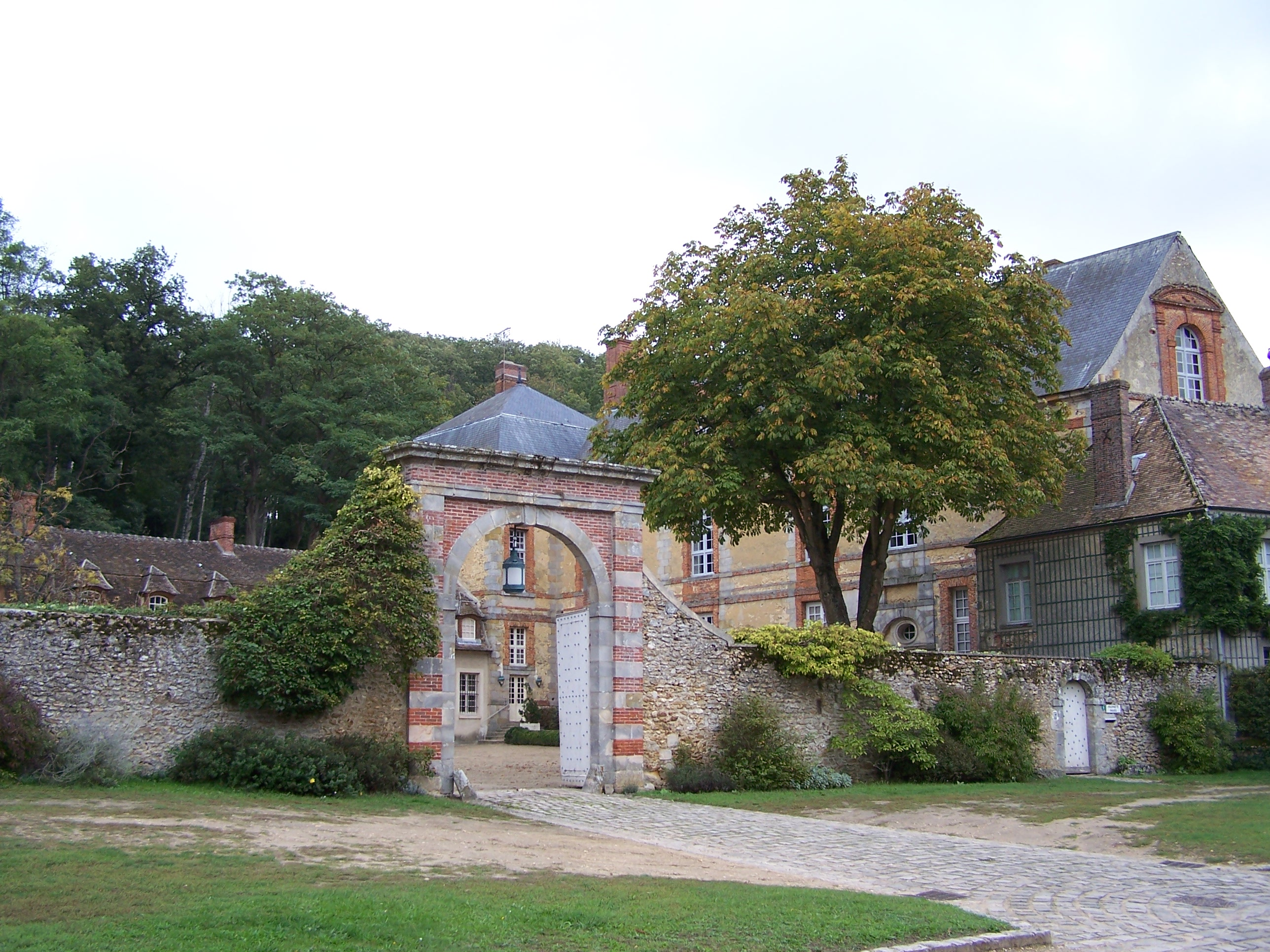
Vue du portail d'entrée et du château sur la droite

La construction d'origine correspond au principal corps de bâtiment situé à droite de la cour. Bâti au fond d'un vallon au sol meuble et sablonneux, le château de La Celle est édifié sur d'imposantes caves voûtées. Les murs sont en grès d'Étampes et en brique, provenant des argilières d'Île-de-France, les toits sont couverts de tuile plate et d'ardoise. Les portes et les fenêtres sont encadrées de chaînages de pierre, les parements des murs à crépi lisse ou laissant la brique apparente, dans le style caractéristique dit « Louis XIII » qu'on trouve également, à la même époque, par exemple, au château de Rosny-sur-Seine. 
À l'intérieur on trouve un grand escalier à rampe droite et un autre avec rampe à balustres en bois. Les plafonds sont à poutres et solives apparentes, les cheminées décorées d'un tableau.
« Décrivons [...], écrit le duc de Brissac, cette demeure, La Celle-les-Bordes, telle que l’ont vue les Amis de la Région de Rambouillet et de sa Forêt lors de leur visite, le dimanche 8 mars, et telle que l’a désirée et aménagée mon épouse, la duchesse de Brissac, aidée de notre deuxième fils Gilles : confortable, accueillante et accompagnée de jardins, d’une piscine et d’un parc qui lui font un cadre digne d’elle. Dès que passée l’entrée et vu l’escalier sud, on pénètre dans le grand salon qui, seul, s’orne de 800 têtes de cerfs. Le manteau de la cheminée Henri IV est surmonté d’un portrait d’Esprit de Harville, père de Claude, constructeur du château, comme nous l’avons dit. Dans la pièce suivante, autre cheminée monumentale, autre panneau représentant Claude lui-même, en grand apparat et accompagné de ses titres écrits, parmi lesquels celui de Capitaine de Calais m’a toujours plu par sa belle allitération. Dans cette pièce, un trophée célèbre : deux dix cors aux bois enchevêtrés, qui sont morts en se combattant. Témoignage d’un drame naturel et forestier qui incline à des réflexions philosophiques…La pièce suivante est la chambre de la Duchesse, avec un grand lit ancien à baldaquin de soie cramoisie ornée d’armoiries et de broderies crème. L’escalier nord, du plus pur style 1610, [...] s’agrémente de bois de cerfs jusqu’au deuxième étage. Sortons. Du côté du levant, une vaste pelouse est encadrée d’un dessin à la française contre le château et sur son côté sud, avec des parterres rectangulaires de roses rouges Joseph-Guy. En contrebas, voici une piscine avec deux pavillons au toit de chaume à plusieurs épaisseurs, originalité rare dans les jardins anglais, et peut-être unique en France. Du côté du parc, un jardin à l’anglaise du type herbaceous border, est étudié pour offrir ses pétales et ses couleurs du mois d’avril au mois de novembre. Puis, présentant sa pente au soleil, le parc peuplé de chênes, marronniers, bouleaux, pins, houx, et parsemé de multiples arbustes à fleurs. Demeure proche de Paris, où vous accueillent le divin silence et l’air oxygéné de la forêt de Rambouillet, La Celle-les-Bordes, plus manoir que château, si près et si loin de la grand-ville, reste un asile calme et comme secret. »
Le corps de bâtiment situé au fond de la cour en face de l'entrée est l'ancien chenil, sans doute construit en 1717. Il comporte un comble brisé dit « à la Mansart ». Le bâtiment sud, face à l'église Saint-Germain, est un peu postérieur. Enfin les écuries, qui ferment la cour sur la gauche, sont du style régional du XIXe siècle, restaurées et agrandies en 1936.

## Divers
- Félicité Herzog, petite-fille du 12e duc de Brissac, évoque dans le roman autobiographique "Un héros", ses souvenirs de vacances au château. Son frère ainé y est décédé en 1999.
- Le château a fait l'objet d'un reportage sur France 2 dans l'émission La France en héritage le 17 septembre 2006.

### Sources
- Duc de Brissac, Histoire du château de La Celle-les-Bordes, après 1945.
- Jean-Marie Pérouse de Montclos (dir.), Guide du Patrimoine. Île-de-France, Paris, Hachette, 1992, p. 137  (ISBN 2-01-016811-9).
- Patrick de Gmeline, La duchesse d'Uzès. 1847-1933, Paris, Perrin, 1993  (ISBN 978-2262004248).
- Jean Huon, La Duchesse d'Uzès et la chasse à courre, Crépin-Leblon Éditions, 2006  (ISBN 2-7030-0276-9).
- Thierry Gobet, Je suis châtelain... une aventure au XXIe siècle, Paris, Éditions Lettres du Monde, 2010,  (ISBN 978-2-7301-0223-0).